# Étienne Mattler
Pour les articles homonymes, voir Mattler.

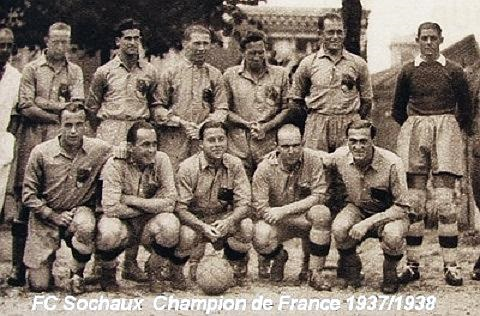
Le FC Sochaux 1937-1938, champion de France pour la seconde fois.

Étienne Mattler est un footballeur international français né le 24 décembre 1905 à Belfort et mort le 23 mars 1986 à Bavilliers (Territoire de Belfort). Il évolue au poste de défenseur sous les couleurs du FC Sochaux presque toute sa carrière et remporte avec son équipe deux titres de champion de France en 1935 et 1938 et une Coupe de France en 1937. Il est le joueur le plus capé de toute l'histoire du FC Sochaux.
Avec l'équipe de France, il est sélectionné à 46 reprises et participe aux coupes du monde 1930, 1934 et 1938. Il porte le brassard de capitaine à 14 reprises.
Avec Edmond Delfour et Émile Veinante, il est l'un des trois joueurs français à avoir participé aux trois premières Coupes du monde.
Lors de la Seconde Guerre mondiale, il lutte dans la Résistance, et est déporté. Après la guerre, il est entraîneur.

## Biographie
Né la veille de Noël, il est l'avant-dernier d'une famille de sept enfants. Cycliste prometteur, il abandonne ce sport après la mort accidentelle de son frère, tué à vélo. Il s'oriente définitivement vers le football et devient, dès l'âge de seize ans, titulaire en équipe première à l'US Belfort où il évolue avec André Maschinot, futur international. Cependant, le professionnalisme n'existe pas encore, et en 1922, il s'installe plusieurs mois en région parisienne pour se former au métier de tourneur. 
En 1927, Mattler rejoint l'AS Strasbourg,,, en même temps que son coéquipier Maschinot. Ses performances lui valent une sélection en équipe de France B, puis de signer en 1929 au FC Sochaux, précurseur du football professionnel en France. Avec ce club, dont il devient le capitaine emblématique, il remporte la Coupe Peugeot en 1931, deux championnats de France en 1935 et 1938 et une Coupe de France en 1937. Défenseur redoutable et redouté, il est surnommé « le balayeur » par ses adversaires.
Entré dans la Résistance, il est déporté. Donné pour mort, il s'échappe et passe en Suisse. 
Après la Libération, il est de 1944 à 1946 entraîneur-joueur au FC Sochaux. La saison 1945-1946 est celle du retour parmi l'élite pour le FC Sochaux qui souffre tout comme Mattler replacé en milieu de terrain en championnat. La descente en division 2 est inéluctable et Mattler est remplacé peu de temps avant la fin du championnat par Maurice Bailly au poste d'entraîneur.
À l'été 1946, le FC Sochaux fête le départ de sa star lors d'un match de jubilé contre le club tchécoslovaque du SK Bata Zlín. Ce match marque un tournant pour le FCSM entre le départ de Mattler et les signatures des deux joueurs de Zlín Ladislav Dupal et Pepi Humpal.
Après le FC Sochaux, il devient pendant deux saisons entraîneur-joueur au CS Le Thillot, club de division d'honneur en Lorraine. Il termine sa vie comme propriétaire d'un bar-tabac en Franche-Comté. Un stade de Belfort porte son nom.

## Équipe de France
Il est appelé pour la première fois en équipe de France B pour un match contre la Tunisie le 23 mars 1930 (5-0).
Deux mois plus tard, le 25 mai 1930, il fait ses débuts dans l'équipe A contre la Belgique, où il est associé en défense centrale à Marcel Capelle, et la France s'impose 2-1. 
Dans la foulée, il est sélectionné pour la première Coupe du monde en Uruguay. Il joue également les deux Coupes du monde suivantes (1934, 1938), devenant l'un des cinq seuls joueurs à avoir disputé les trois Coupes du monde d'avant-guerre avec Edmond Delfour, Émile Veinante, le Belge Bernard Voorhoof, et le Roumain Nicolae Kovacs. Ultérieurement, après le match revanche Italie-France disputé le 4 décembre 1938 à Naples (défaite 1-0, suivant le quart de finale de coupe du monde perdu le 12 juin), dans une atmosphère locale détestable, il ose chanter La Marseillaise debout sur la table d'une auberge napolitaine.
Le 22 janvier 1939, lors du match France-Pologne (4-0), Mattler bat le record des sélections (42) qu'il détenait conjointement avec Jules Devaquez et Edmond Delfour. Ce record n'est battu qu'en 1955 par Roger Marche. Il compte en tout 46 sélections en Équipe de France de 1930 à 1940, dont 14 fois comme capitaine.

## Palmarès
- Champion de France en 1935 et en 1938 avec le FC Sochaux.
- Vainqueur de la Coupe de France en 1937 avec le FC Sochaux.
- Vainqueur de la Coupe Peugeot en 1931 avec le FC Sochaux.
- Sélectionné aux Coupes du monde 1930, 1934 et 1938

## Décoration
- Chevalier de la Légion d'Honneur (1967)